# Броненосцы типа «Bayard»
Броненосцы типа «Байард» (фр. Bayard) — серия стационерных броненосцев 2-го ранга, построенных ВМС Франции в 1870—1880-х годах. Представляли собой барбетные корабли, по архитектуре являвшиеся уменьшенной версией океанского броненосца «Amiral Duperré». Имели композитные корпуса со стальным набором и деревянной обшивкой. Списаны в 1900-х.

## История
К середине 1870-х, составлявшие основу французского колониального флота «стационерные» броненосцы типа «Альма» начали устаревать, и уже не соответствовали в полной мере требованиям войны на море из-за своей низкой скорости и недостаточно мощного вооружения. Строившиеся им на замену броненосцы типа «La Galissoniere» из-за финансовых последствий франко-прусской войны задержались на стапелях, и к моменту ввода в строй также уже не были полностью современными.
Такое положение дел представлялось совершенно нетерпимым. Франция располагала обширными колониальными владениями в Африке, Карибском Море и Дальнем Востоке, которые в случае войны с Великобританией (рассматривавшейся на тот момент как основной противник) стали бы подвержены атаке. Защита колоний, поддержание их связи с Францией и нападение на колониальные владения британцев было одной из основных задач французского флота.
В середине 1870-х Франция решила построить два новых небольших броненосца для службы на Дальнем Востоке. Эти корабли должны были, на основе проектных требований, превосходить британские броненосцы 2-го ранга класса «Audacious» и броненосные крейсера типа «Нельсон» и «Шеннон». Предполагалось, что в случае войны с Британией они обеспечат эффективную защиту французских колоний от нападения и смогут наносить удары по британским военно-морским силам в регионе.
Ещё до введения в строй «Баярда» (фр. Bayard) и «Тюренна» (фр. Turenne) в 1882 году, принято было решение о дополнительной постройке двух броненосцев второго ранга, «Вобана» (фр. Vauban) и «Дюгеклена» (фр. Duguesclin), обладавших примерно такими же техническими характеристиками и оснащавшихся тем же вооружением, но имевших уже стальной набор корпуса. Они были введены в строй соответственно в 1885 и 1886 годах.

## Конструкция
Броненосцы типа «Байард» по конструкции представляли собой уменьшенную версию океанского броненосца «Amiral Duperré». Они имели композитный корпус с стальным набором и деревянной обшивкой. Такое решение было принято исходя в основном из требований ремонтопригодности: ремонт деревянной обшивки в колониях был проще, чем железной или стальной.
Полное водоизмещение этих броненосцев составляло 5915 тонн. Они были больше всех предшествующих французских «стационеров» и всего на 2000 тонн уступали современным им французским океанским броненосцам. Полная длина кораблей составляла 81 метр, ширина — 17,45 метров, и осадка — 7,67 метра.
Как и все французские корабли, броненосцы типа «Байард» имели характерный сильный завал бортов внутрь: ширина верхней палубы была много меньше ширины корпуса по ватерлинии. Такая конструкция корпуса существенно уменьшала верхний вес и позволяла высоко расположить артиллерию.

### Вооружение

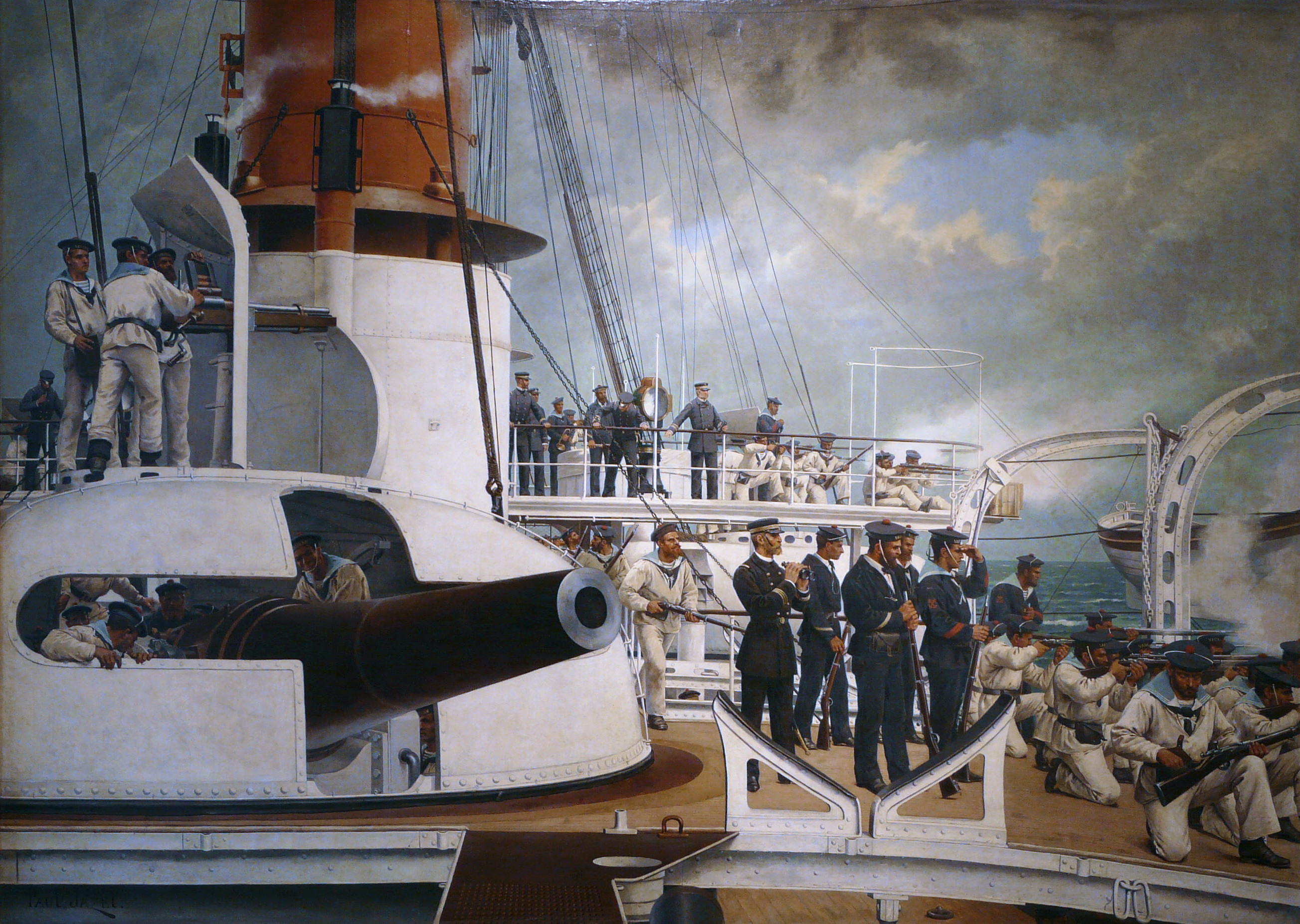
240-мм орудие в барбетной установке броненосца «Вобан». Крестообразная амбразура позволяла точно наводить ствол орудия без необходимости вращать колпак.

Основу вооружения кораблей серии «Байард» составляли четыре 240-миллиметровые 19-калиберные нарезные пушки образца 1870 года. Орудия были размещены на верхней палубе в барбетных установках. Расположение барбетов повторяло «Амираль Дюперре»: два барбета располагались в носовой части побортно, вынесенные за край верхней палубы на спонсонах, одна установка располагалась в центре корпуса корабля, и еще одна стояла на корме. За счет подобного расположения орудий, обеспечивался мощный погонный и ретирадный огонь, так как из-за сильного завала бортов, две носовые установки могли стрелять вдоль борта прямо по носу или прямо по корме без риска повреждения корпуса.
240-миллиметровые орудия весили 15,7 тонн. Начальная скорость их 144-килограммового снаряда составляла 495 м/c. У дула такой снаряд пробивал 356-мм железную броню, и сохранял способность пробить броневые плиты разумной толщины до дистанции в 1000—1500 метров. Расположение всех орудий в барбетах позволило увеличить угол вертикальной наводки и дальность стрельбы. Сверху орудия были прикрыты тонкими броневыми колпаками, опирающимися на край неподвижного броневого ограждения барбета, и вращающимися вместе с орудиями. Колпаки служили для защиты расчета от пуль и осколков и имели в передней части крестообразные амбразуры, облегчавшие точное наведение.
Вспомогательное вооружение, традиционно для французских кораблей мощное, состояло из одной 164-миллиметровой нарезной погонной пушки, стоявшей на баке и стрелявшей через орудийный порт в форштевне, и шести (по три на борт) 140-миллиметровых нарезных орудий на главной палубе. Эти пушки не были защищены броней и предназначались в основном для стрельбы фугасными снарядами по небронированным частям броненосцев противника и легким кораблям, слишком вертким для эффективного применения против них тяжелых 240-миллиметровых орудий.
В качестве противоминного вооружения, броненосцы были вооружены шестью 3-фунтовыми легкими орудиями и двенадцатью 1-фунтовыми револьверными орудиями Гочкисса. Последние имели дальность стрельбы до 3200 метров и выдавали до 30 выстрелов в минуту: их снаряд считался в то время достаточно мощным, чтобы эффективно разрушать хрупкие корпуса деревянных или стальных миноносцев.
В качестве подводного вооружения, корабли имели таран. «Тюренн» при постройке был оснащен двумя 356-миллиметровыми надводными торпедными аппаратами, стрелявшими под углом к диаметральной плоскости.

### Броневая защита
Броневая защита кораблей существенно улучшилась по сравнению с предыдущими «стационерами». Это было вызвано существенным прогрессом в артиллерии за 1870-е, сделавшим прежние 120—150 мм броневые плиты уязвимыми для новых нарезных пушек. Броненосцы серии «Байард» несли классический французский полный броневой пояс по ватерлинии, изготовленный из кованого железа и достигавший максимальной толщины в 250 миллиметров в центральной части корпуса. В оконечностях пояс сужался: его толщина составляла всего 150 миллиметров. Полная высота пояса была 3 метра, из них примерно 1,2 располагались под водой и 1,8 — выше ватерлинии. К нижней кроме пояс по всей длине сужался до 150 мм.
Горизонтальная защита обеспечивалась 50-миллиметровой броневой палубой, проходившей на уровне ватерлинии. Она была сложена из двух слоев железных плит и предназначалась в основном для защиты от гаубичных снарядов.
Барбетные установки представляли собой неподвижные кольца из 200-мм брони, стоящие на верхней палубе. Барбеты имели бронированное дно, но подающие трубы элеваторов, соединяющие установки с погребами, не были бронированы. Сверху барбеты прикрывали тонкие стальные колпаки, вращающиеся вместе с орудием.

### Силовая установка
Корабли приводились в действие двумя вертикальными компаунд-машинами, общей мощностью в 4400 л.с. Восемь цилиндрических котлов обеспечивали броненосцы типа «Байард» паром, достаточным для достижения 14-узловой скорости. На мерной миле, броненосцы продемонстрировали 14,5 узлов, но из-за службы в теплых водах их корпуса были сильно подвержены обрастанию и реально максимальной скоростью считалось 14 узлов.
Запаса угля хватало на 6700 км экономичного 10-узлового хода. С целью экономии угля, броненосцы несли полное парусное оснащение.

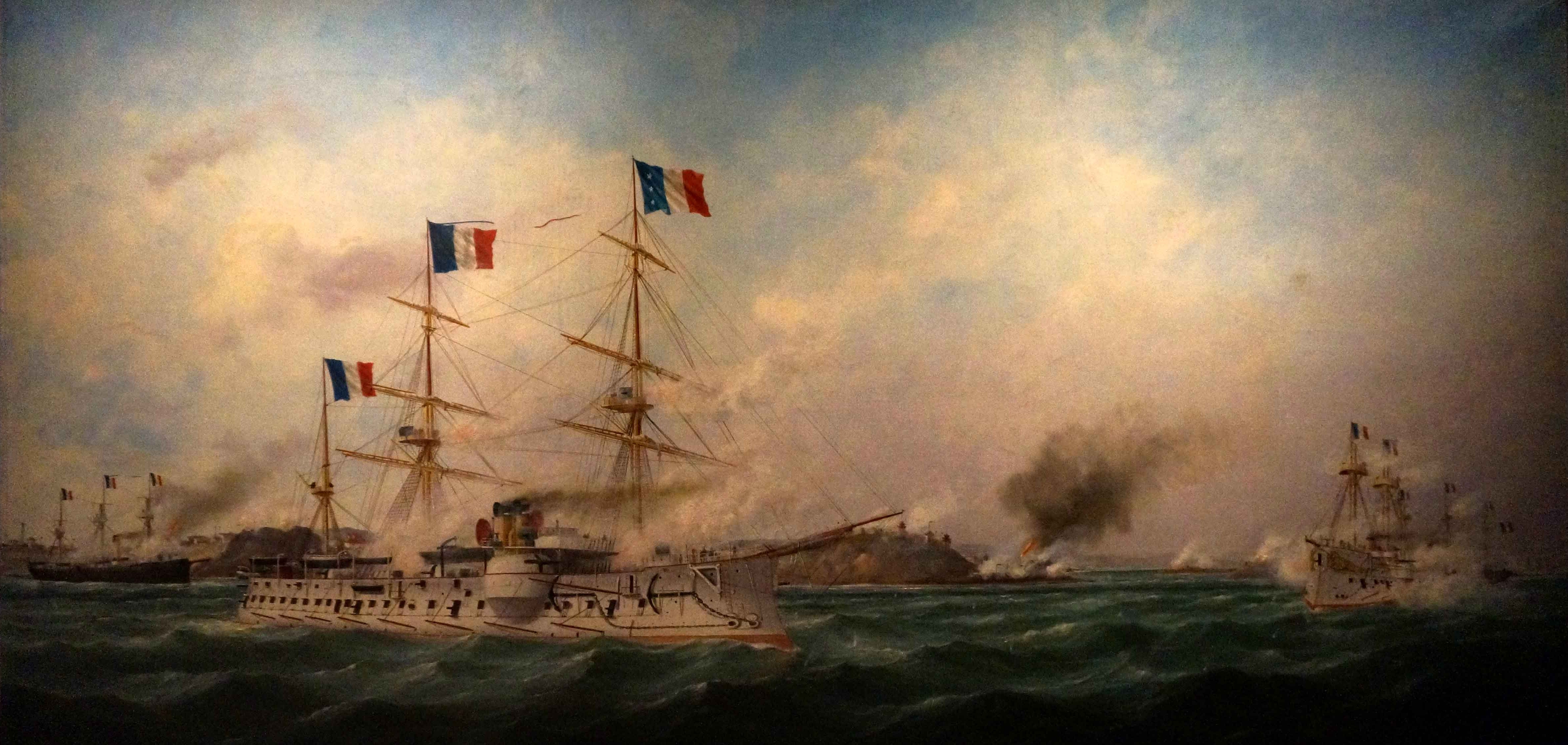
Броненосец «Баярд» у Пескадорских островов. Худ. Эдуар Адам, 1885 г.

## Оценка проекта
Броненосцы типа «Байард» были несомненной удачей французского кораблестроения. Сконструированные для колониальной службы на отдаленных станциях, эти броненосцы были быстроходны, мощно вооружены и отлично защищены. Некоторым недостатком было применение деревянного набора корпуса, но этот анахронизм объяснялся как соображениями экономии на флоте для второстепенного театра, так и прагматичными соображениями ремонтопригодности: чинить железные или стальные корпуса в условиях слабой промышленной базы французских карибских или дальневосточных колоний было гораздо труднее.
Главным недостатком этих кораблей была большая площадь незащищенного борта. В то время как для «океанских» броненосцев, в том числе для прототипа — «Амираль Дюперре», предполагавших сражаться в основном в Средиземном Море или в Ла-Манше этот недостаток был менее актуален, то для «стационерных» броненосцев, вынужденных сражаться вдали от баз, сильное повреждение надводного борта могло привести к гибели на переходе. Кроме того ничем не были защищены основания барбетов и трубы подачи боеприпасов — удачно попавший снаряд мог прервать подачу боеприпасов на установку или даже обрушить её вниз.
В то же время, по мощности вооружения, защите пояса и скорости, броненосцы класса «Байард» не уступали или превосходили основные британские «колониальные» броненосцы 2-го ранга типа «Audacious». Барбетные установки французских кораблей значительно облегчали маневр огнём в бою, а высокое расположение орудий позволяло эффективно вести бой при такой погоде, при которой низко расположенные казематированные орудия британцев уже захлестывались бы волнами. В результате, броненосцы типа «Байард» значительно усилили многочисленный французский колониальный флот, в случае войны вынуждая британцев либо оттягивать броненосцы из Атлантики и Средиземного Моря для защиты колоний, либо рисковать французским ударом по колониям.